# Stadion Rujevica
Het Stadion Rujevica is een voetbalstadion in de Kroatische stad Rijeka, dat plaats biedt aan 8.279 toeschouwers. De bespeler van het stadion is HNK Rijeka. Die club speelt er tijdelijk omdat het nieuwe Stadion Kantrida gebouwd wordt.

## Interlands
| № | Datum            | Wedstrijd            | Uitslag | Competitie                  | Toeschouwers |
| - | ---------------- | -------------------- | ------- | --------------------------- | ------------ |
| 1 | 4 juni 2016      | Kroatië – San Marino | 10 – 0  | Vriendschappelijk           | 3.603        |
| 2 | 6 oktober 2017   | Kroatië – Finland    | 1 – 1   | WK 2018 kwalificatie        | 7.578        |
| 3 | 12 oktober 2018  | Kroatië – Engeland   | 0 – 0   | UEFA Nations League 2018/19 | 0            |
| 4 | 15 oktober 2018  | Kroatië – Jordanië   | 2 – 1   | Vriendschappelijk           | 4.820        |
| 5 | 16 november 2019 | Kroatië – Slowakije  | 2 – 1   | EK 2020 kwalificatie        | 8.279        |
| 6 | 27 maart 2021    | Kroatië – Cyprus     | 1 – 0   | WK 2022 kwalificatie        | 0            |
| 7 | 30 maart 2021    | Kroatië – Malta      | 3 – 0   | WK 2022 kwalificatie        | 0            |
| 8 | 8 september 2023 | Kroatië – Letland    | 5 – 0   | EK 2024 kwalificatie        | 8.152        |

Bijgewerkt op 11 september 2023.